# Mglin
Mglin (ros. Мглин) – miasto w rejonie mglińskim, w obwodzie briańskim Federacji Rosyjskiej, położone 167 km na zachód od Briańska.
W 2010 roku miasto liczyło 7 916 mieszkańców.

## Historia

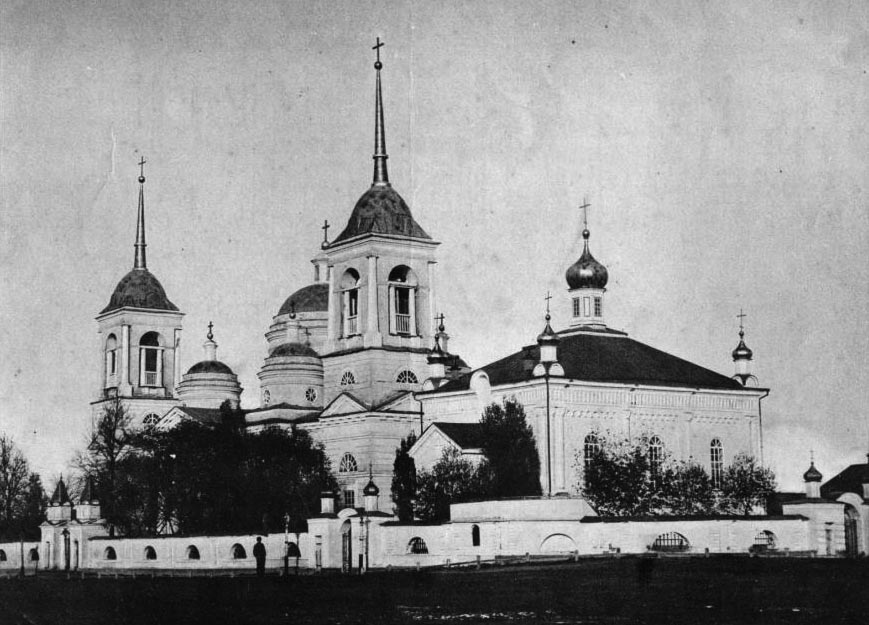
Sobór prawosławny (ok. 1910)

Wzmiankowane w 1389 jako gród Księstw Wierchowskich. Do 1494 pod kontrolą Wielkiego Księstwa Litewskiego. W XV wieku utracone na rzecz Moskwy. Zdobyte przez Rzeczpospolitą w wojnie z Rosją, co potwierdził rozejm w Dywilinie, a w 1667 powróciło do Moskwy. Prawa miejskie od 1781.